# Stazione di Framura
Stazione di Framura vasútállomás Olaszországban, Framura településen.

## Vasútvonalak
Az állomást az alábbi vasútvonalak érintik:
- Pisa–La Spezia–Genova-vasútvonal

## Kapcsolódó állomások
A vasútállomáshoz az alábbi állomások vannak a legközelebb:
- Stazione di Deiva Marina
- Deiva railway station
- Stazione di Bonassola
- Bonassola old railway station